# Peronómetro
En el ámbito de la política argentina se denomina coloquialmente peronómetro a un instrumento de medición de carácter abstracto cuya función es mensurar el grado de peronismo de un político determinado.
Ante acusaciones de presunta carencia de valores peronistas o críticas hacia una política de alianzas del Partido Justicialista con sectores extrapartidarios, suele responderse que nadie tiene el peronómetro; en consonancia con la famosa máxima Somos todos peronistas que enunciara Juan Domingo Perón en una conferencia de prensa al regresar a la Argentina de su exilio.